# Erythrina haerdii
Espèce
Statut de conservation UICN

 VU B1ab(iii)+2ab(iii) : Vulnérable
Erythrina haerdii est une espèce de plantes à fleurs de la famille des Fabaceae. C'est un arbre.

## Publication originale
- Kew Bulletin 24(2): 285–286. 1970.